# 袁桂蓁
袁桂蓁（1539年—？），字子美，河南河南府洛陽縣人，民籍，明朝政治人物。

## 生平
嘉靖四十三年（1564年）甲子科河南鄉試第三十三名舉人。隆慶二年（1568年）中式戊辰科會試第三百五十八名，三甲第一百三十八名進士。官巩昌府知府。

## 家族
曾祖袁能，壽官；祖父袁瑄；父袁本濟，母魏氏。具庆下。兄桂芳。弟桂蕃。